# Roberto Cossa
Pour les articles homonymes, voir Cossa.
Roberto Cossa, dit Tito Cossa, né le 30 novembre 1934 à Buenos Aires et mort le 6 juin 2024, est un dramaturge argentin.

## Biographie

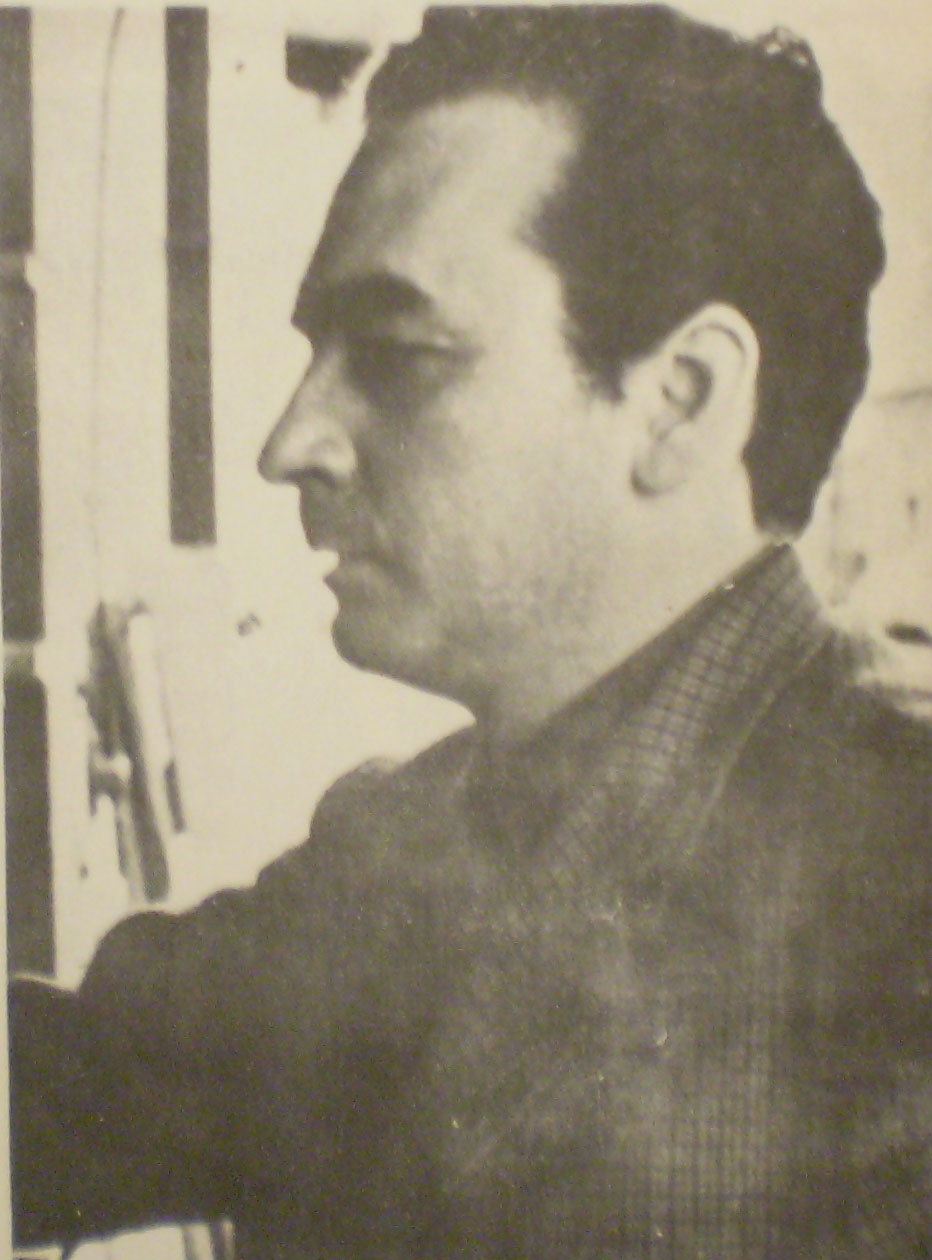
Roberto Cossa en 1968.

Né le 30 novembre 1934 dans le quartier de Buenos Aires Villa del Parque, ses parents — un prothésiste dentaire et une femme au foyer — souhaitent le baptiser « Tito », mais ne peuvent le faire en raison de l'interdiction. Cependant, la vie lui donne une revanche et il est connu sous ce surnom pendant la plus grande partie de sa vie. Dans son quartier natal, il grandit au milieu des livres et de la curiosité.
Dans les années 1950, il organise le Teatro Independiente à San Isidro, où il commence à jouer, mais se tourne rapidement vers l'écriture.
Il est rédacteur en chef d'El Cronista. 
Il fait partie de la génération du « nouveau réalisme » qui émerge à la fin des années 1970 et qui se consolide au cours de la décennie suivante. L'emblème de son œuvre est La nona — première au Teatro Lasalle en 1977 —, un personnage né d'une demande de la télévision. Roberto Cossa fait partie d'un groupe puissant avec Carlos Somigliana, Ricardo Talesnik et Germán Rozenmacher : le quatuor écrit El avión negro, une satire politique sur le retour de Juan Domingo Perón, dont la première est jouée, entre autres, par Ulises Dumont et Oscar Viale.
Son œuvre est l'une des plus riches et prolifiques du théâtre contemporain, et il est une référence incontournable de la scène portena de la deuxième moitié du XXe siècle.
Roberto Cossa meurt le 6 juin 2024 âgé de 89 ans.